# استیون دونالسون
 استیون دونالسون (انگلیسی: Stephen R. Donaldson؛ زادهٔ ۱۳ مهٔ ۱۹۴۷) یک نمایش‌نامه‌نویس اهل ایالات متحده آمریکا است.